# Pestalozzi-Gymnasium München
Das staatliche Pestalozzi-Gymnasium München (kurz PGM) ist eines von vier musischen Gymnasien in München. Der Name geht auf den Schweizer Pädagogen Johann Heinrich Pestalozzi zurück. Bekannt ist die Schule für ihre Chöre, Orchester und ihre Theateraufführungen und auch den Fokus auf Kunst.

## Geschichte

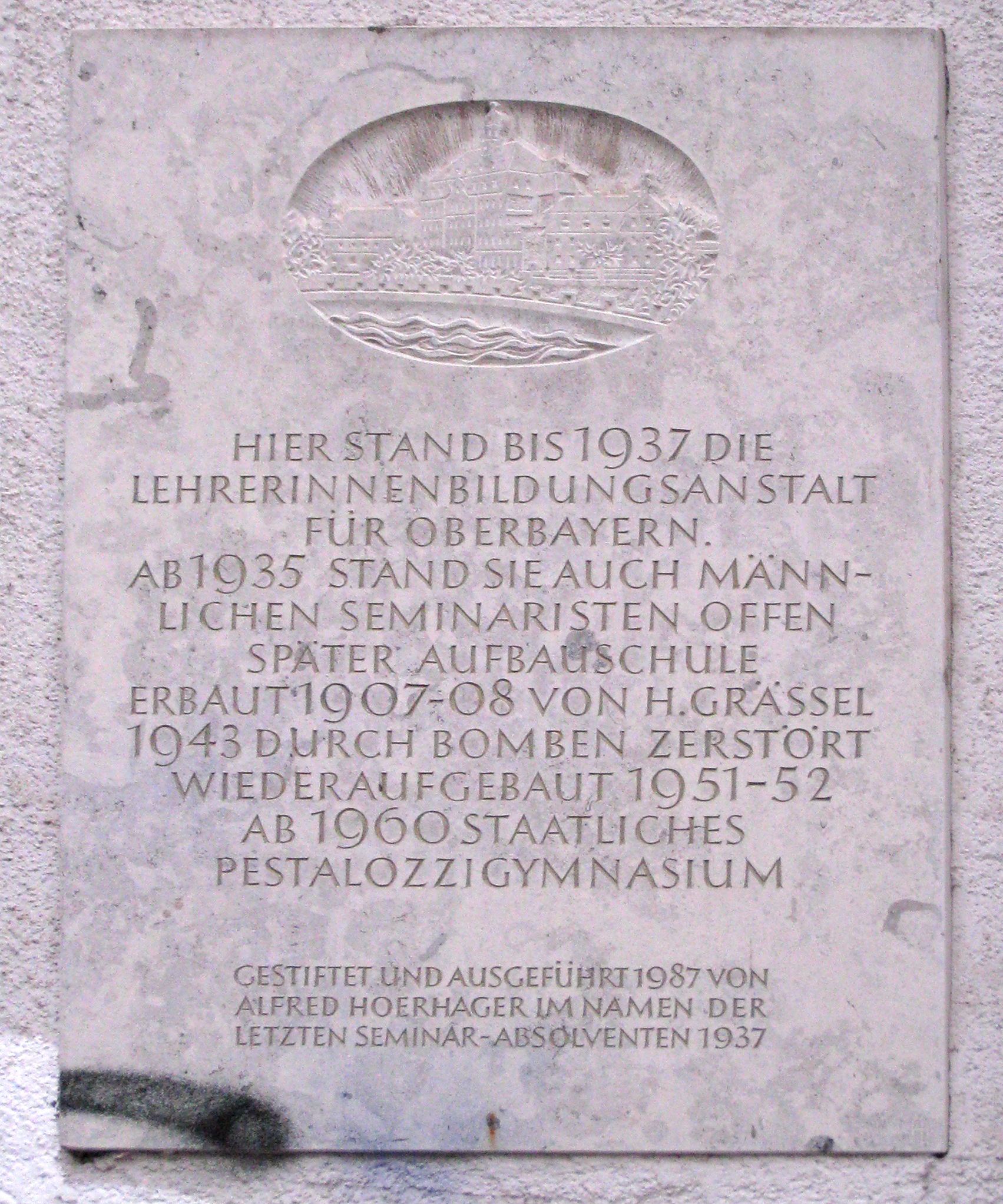
Historische Tafel an der Westseite

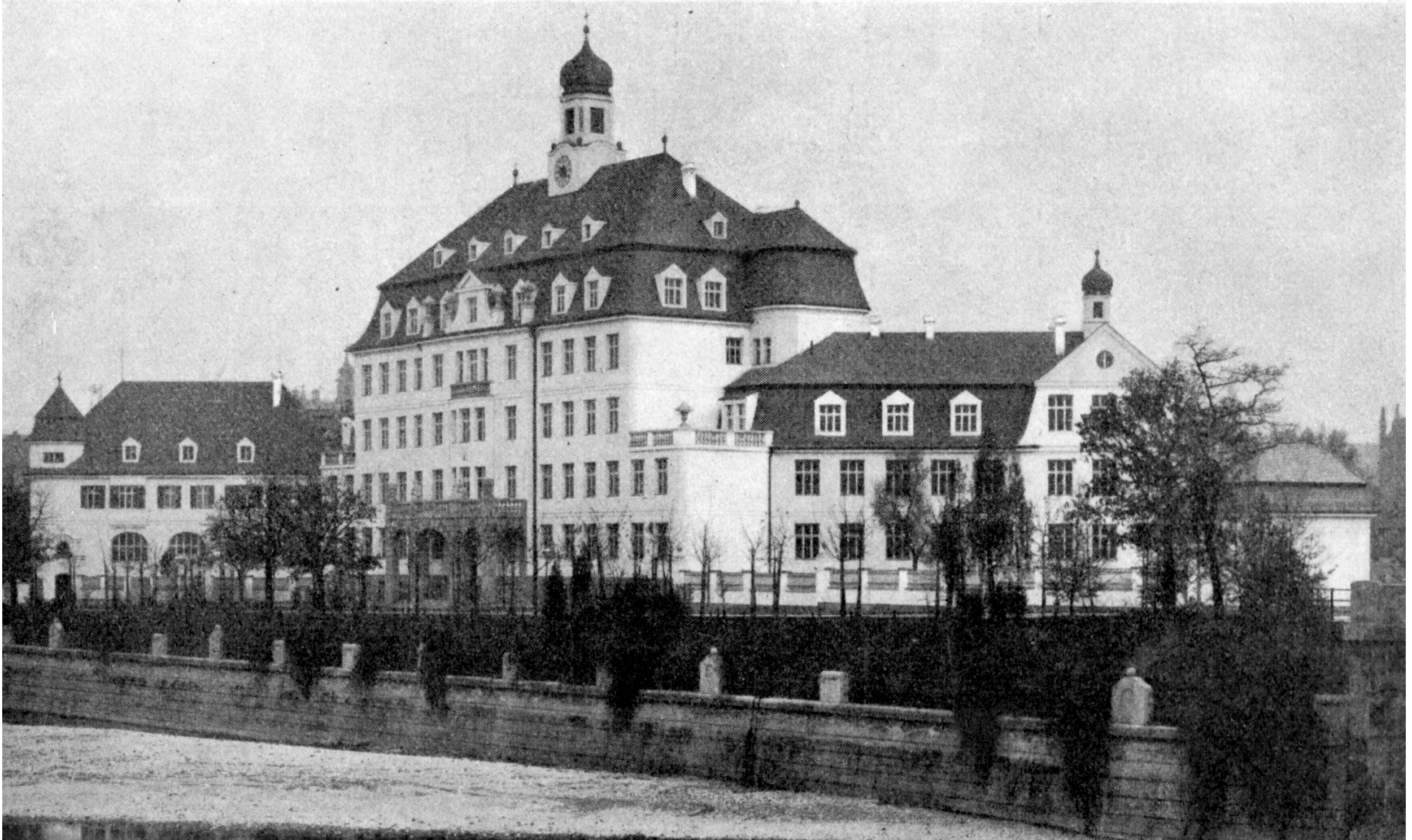
1908 bis 1935 stand hier die Königliche Lehrerinnen-Bildungsanstalt München (Kriegszerstörung 1943)

Am 3. Dezember 1908 wurde der Neubau der Schule in der Eduard-Schmid-Straße (vor 1946 noch Frühlingstraße) eingeweiht, zuvor befand sich an gleicher Stelle eine Kinderbewahranstalt. Von 1908 bis 1935 war dort die Königliche Kreislehrerinnenbildungsanstalt für Oberbayern ansässig. Während der Zeit von 1914 bis 1919 wurde dort durch den Krieg bedingt die Maria-Theresia-Kreisrealschule einquartiert. Nach 1935 wurde das Gebäude zur Hanns-Schemm-Aufbauschule (Oberschule in Kurzform mit Hochschulreifeprüfung für Jungen und Mädchen).
1943 wurde das Schulgebäude fast vollständig bei einem Bombenangriff zerstört. Nach dem Wiederaufbau 1952 wurde es an das Neue Realgymnasium, das spätere Albert-Einstein-Gymnasium übergeben, das in den folgenden Jahren stückweise nach München-Harlaching umzog. 1960 zog das Deutsche Gymnasium unter Leitung von Barbara Brückner in das Gebäude ein.
Erst am 4. Mai 1965 bekam es den Namen Pestalozzi-Gymnasium zusammen mit dem Beginn der neunjährigen Form des Musischen Gymnasiums.
Die Leitung übernahmen seither von 1965 bis 1968 Barbara Brückner, ab 1968/69 Hans Wolf Becker, ab 1988/89 Bernd Zinner, von 2002/03 bis zum Schuljahr 2020/21 Joachim Fuchs und seit 2020/21 Martin Mai.
1972 wurde das östliche Dachgeschoss für Musikräume ausgebaut, und im Schuljahr 1976/77 begann die Kollegstufe.
Nach einjähriger Bauzeit wurde 2008 der G8-Anbau fertiggestellt, die Gänge renoviert und im Rahmen der anbaubedingten neuen Einstufung des gesamten Gebäudes als Neubau Brandschutztüren und eine Feuertreppe eingebaut.
Danach folgte eine Renovierung der Toiletten, die im Schuljahr 2009/2010 die Renovierung des Gebäudes abschloss.
Im Februar 2014 gewann Barbara Schöneberger, ehemalige Schülerin des Pestalozzi-Gymnasiums, gegen Christine Neubauer in der Fernsehsendung Back to School – Gottschalks großes Klassentreffen eine Party für das Pestalozzi-Gymnasium, welche im Oktober in ihrer Anwesenheit stattfand.
Am 26. März 2015 erhielt das musische Gymnasium durch den Einsatz des Arbeitskreises Schule ohne Rassismus – Schule mit Courage den gleichnamigen Titel(SoR-SmC).
Schüler des Gymnasiums sind regelmäßig unter den Preisträgern des Wettbewerbs Jugend musiziert vertreten.

## Jubiläumstermine für das Schulgebäude
- 2004: 50 Jahre / Gründung des Deutschen Gymnasiums in München/Pasing (1954)
- 2008: 100 Jahre / Errichtung des Schulgebäudes in der Eduard-Schmid-Straße (1908)
- 2009: 60 Jahre / Gründung der Oberschule in Kurzform in München/Pasing (1949)
- 2010: 50 Jahre / Einzug des Deutschen Gymnasiums in die Eduard-Schmid-Straße (1960)
- 2011: 140 Jahre / Gründung der Kreislehrerinnenbildungsanstalt (1871)
- 2015: 50 Jahre / Gründung des Pestalozzi-Gymnasiums (1965)

## Ehemalige Lehrer
- Hermann Patsch (* 1938), Philologe; 1973–2003 am Gymnasium als Lehrer für Deutsch, Evangelische Religionslehre und Philosophie tätig

## Ehemalige Schüler
- Alexander Rauch (* 1943), Kunsthistoriker
- Jo Baier (* 1949), Filmregisseur, Drehbuchautor
- Harald Feller (* 1951), Organist und Komponist
- Martin Grassl (* 1958), Arrangeur und Filmkomponist
- Michael Werner (* 1961), Künstler
- Adrian Baianu (* 1966), Liedbegleiter, Korrepititor und Gesanglehrer
- Babette Haag (* 1967), Perkussionistin
- Julia Heinemann (* 1968), Schauspielerin
- Nicole Ledermann (* 1968), Maskenbildnerin
- Ludwig Ruckdeschel (* 1968), Organist
- Stephanie Brehme (* 1970), Schauspielerin
- Johanna Adorján (* 1971), Autorin und Journalistin
- Florian Licht (* 1972), Kameramann
- Vladimir Pavic (* 1972), Schauspieler
- Sebastian Pobot (* 1973), Musikproduzent, Komponist und Verleger
- Antje Uhle (* 1973), Jazzmusikerin
- Jörg Widmann (* 1973), Klarinettist und Komponist
- Barbara Schöneberger (* 1974), Fernsehmoderatorin und Schauspielerin
- Daniel Veit (* 1975), Wirtschaftswissenschaftler
- Malte Arkona (* 1978), Moderator
- Florian Brandl (* 1979), Jazzmusiker
- Julia Sophie Wagner (* 1979), Sopranistin
- Brigitte Bayer (* 1983), Sopranistin
- Philipp Zeller (* 1983), Hockeyspieler und Rechtsanwalt
- Fabian Baier (* 1988), Schauspieler
- Philip Frischkorn (* 1989), Jazzmusiker
- Nils Kugelmann (* 1996), Jazzmusiker
- Valentin Renner (* 1998), Schlagzeuger
- Petra van der Mieden (* vor 2000), Sopranistin
- Moritz Renner (* 2001), Posaunist

Weitere ehemalige Schülerinnen und Schüler der Schule:
- Johanna Varner (* 1963 als Johanna Wibmer), Musikerin (Cello, Kontrabass, Komposition)
- Vanessa Jung (* 1980), Schauspielerin
- Rosalie Thomass (* 1987), Schauspielerin
- Felicia Brembeck (* 1994), Poetry-Slammerin, Sängerin und Autorin
- Matthias Winckhler (* 1990), Bariton